# Небо-М
55Ж6М(У) «Небо-М» або РЛМ-МЕ — багатофункціональний мобільний радіолокаційний комплекс виявлення аеродинамічних та балістичних об'єктів на середніх та великих висотах, що входить до сімейства РЛС «Небо».
РЛК призначений для визначення трьох координат цілей. У комплексі, що складається з модуля командного пункту та одного-трьох різних радарів, використані засоби виявлення із значними зонами виявлення малорозмірних та малопомітних цілей, у тому числі виконаних за технологією «стелс». Виробник стверджує, що ця радіолокаційна система може виявляти літаки 5-го покоління, такі як F-22 та F-35, і виявляти запуски балістичних ракет великої дальності. «Небо-МЕ» — це експортна версія з деякими погіршеними характеристиками.

## Історія
Проєктування системи було розпочато на мобільному шасі в 1999 році під час конфлікту в Югославії, в якому брав участь малопомітний F-117, що був збитий С-125 «Нева» за допомогою РЛС П-18. Росія почала сприймати літаки-«невидимки» як можливу майбутню загрозу своїй безпеці. Щоб протистояти цій загрозі, вони вважали, що виявлення таких літаків має бути можливим на більших відстанях. Виробництво почалося в 2010 році, випробування системи на полігонах відбулося в 2011 році. Публічна презентація відбулася в 2012 році. У 2012—2013 роках почалися поставки до ЗС Росії.

## Склад[12]
- РЛМ-М або 55Ж6УМЕ (експортна версія РЛМ-МЕ) — модуль радіолокації метрового діапазону; модифікація РЛС «Небо-СВУ» та модернізований варіант «Небо-УМ» — це 3-D радіолокаційна станція УКХ та УВЧ[13] і основний компонент системи «Небо-М». Він має радіус дії 600 км і може стежити за об'єктами, які летять зі швидкістю до 8000 км/год.

- РЛМ-Д або 55Ж6МЕ (експортна версія РЛМ-ДЕ) — модуль радіолокації дециметрового діапазону з активною ФАР; модифікація РЛС «Противник-ГЕ». Може супроводжувати цілі на відстані до 600 км і летіти зі швидкістю до 18 000 км/год[5].

- РЛМ-С або в експортній версії RLM-SE — радіолокаційний модуль сантиметрового діапазону; модифікація РЛС 64Л6 «Гамма-С1». Це система X-діапазону з активною ФАР для ведення повітряного спостереження на шасі БАЗ-6909-015[14].

- КУ РЛК — це командні пункти, які об'єднують всю інформацію від різних типів РЛС в єдине радіолокаційне зображення. Створений на базі шасі БАЗ-6909-015.

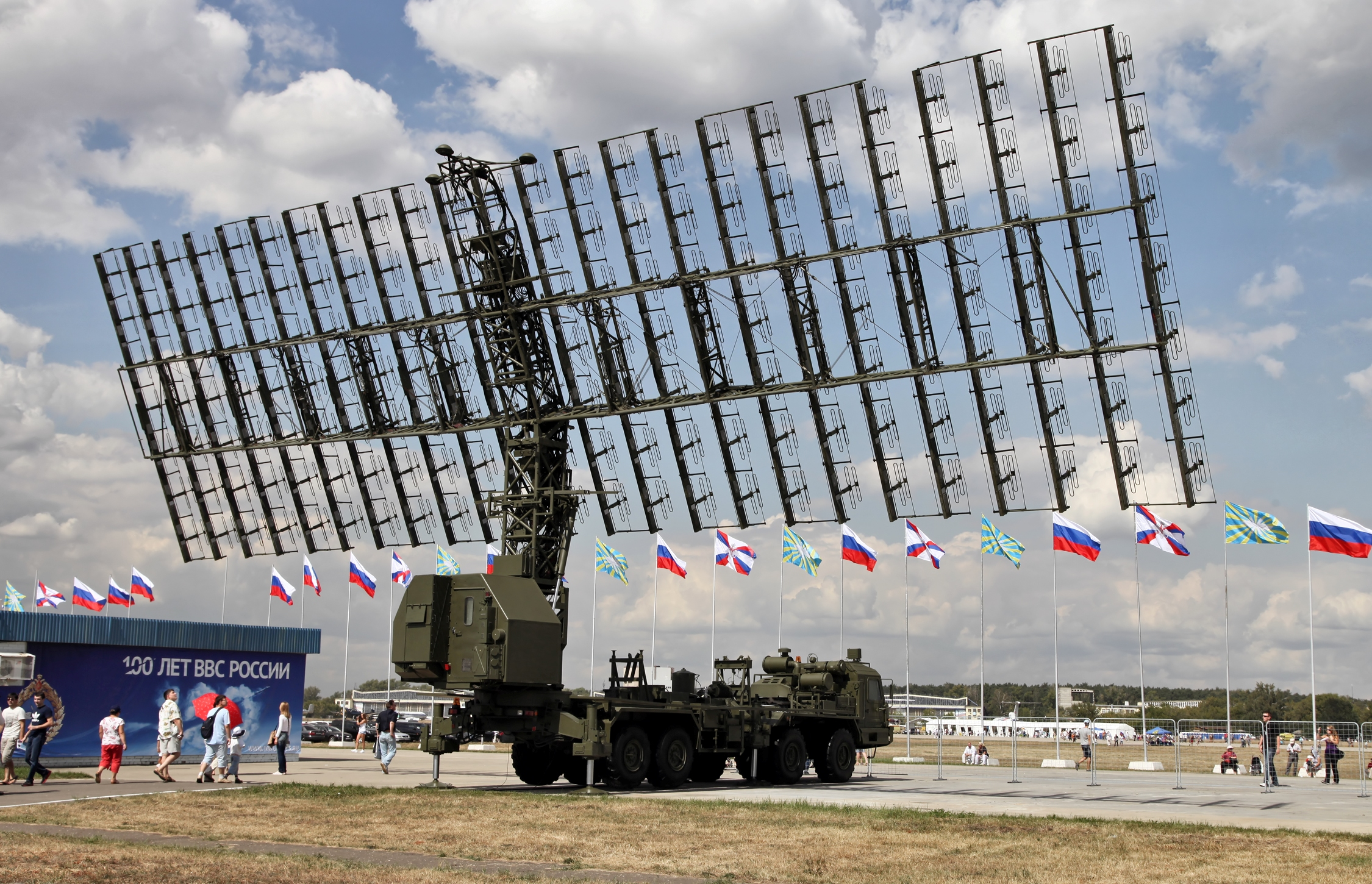
РЛМ-М Радар
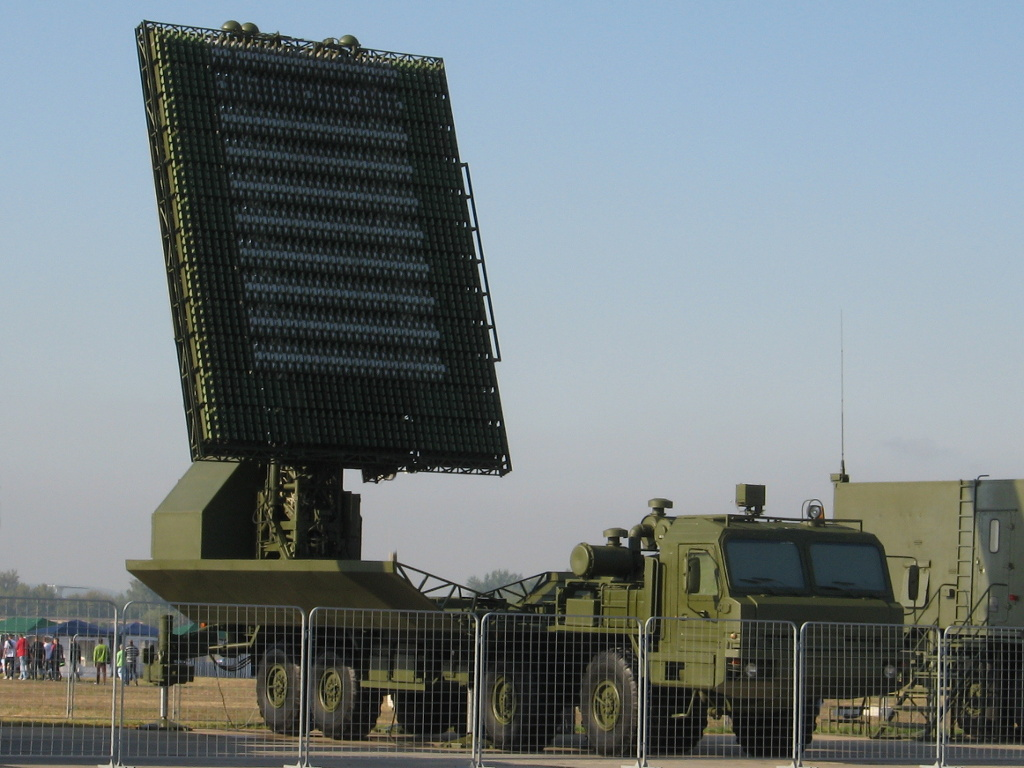
РЛМ-Д Радар
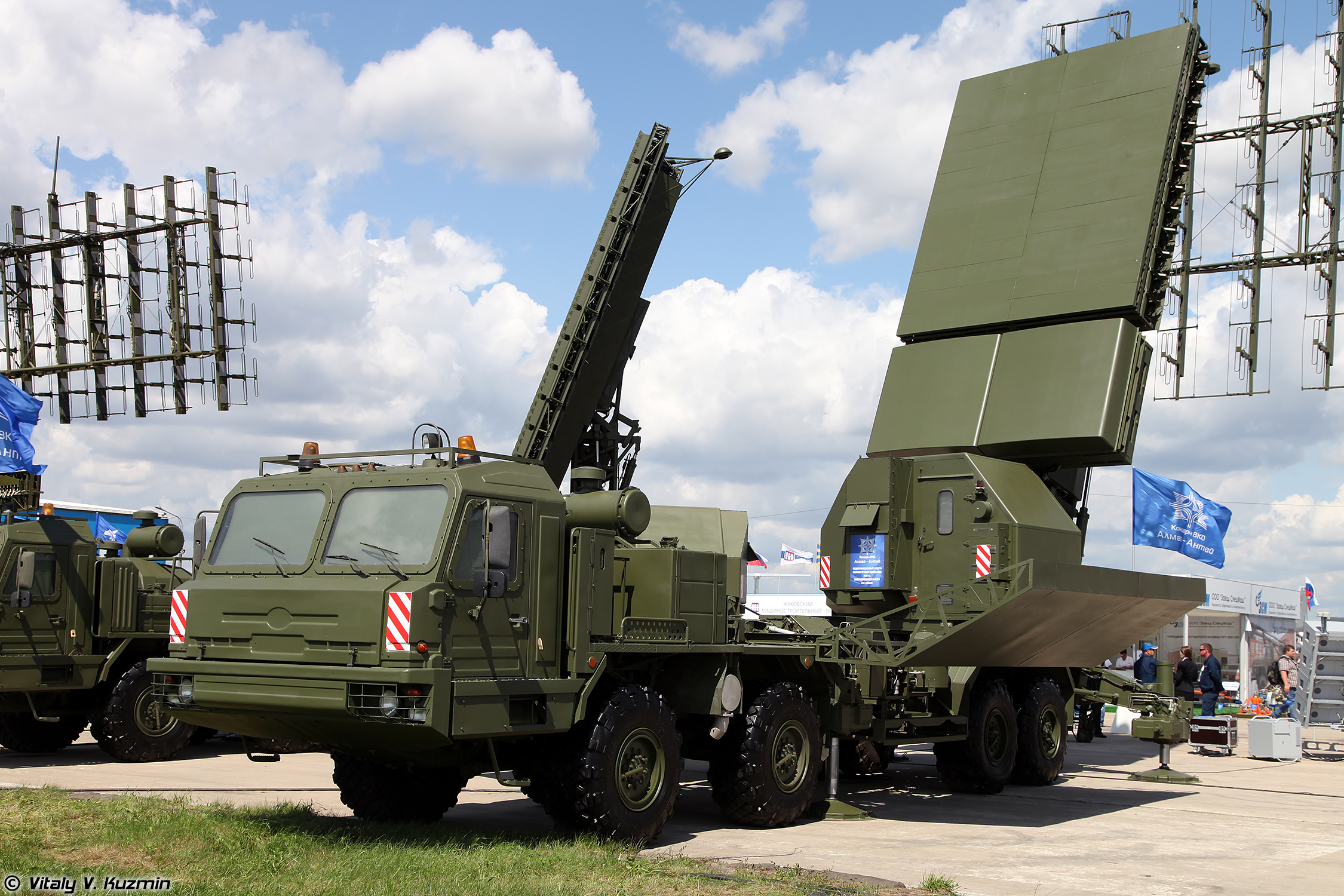
РЛМ-С Радар
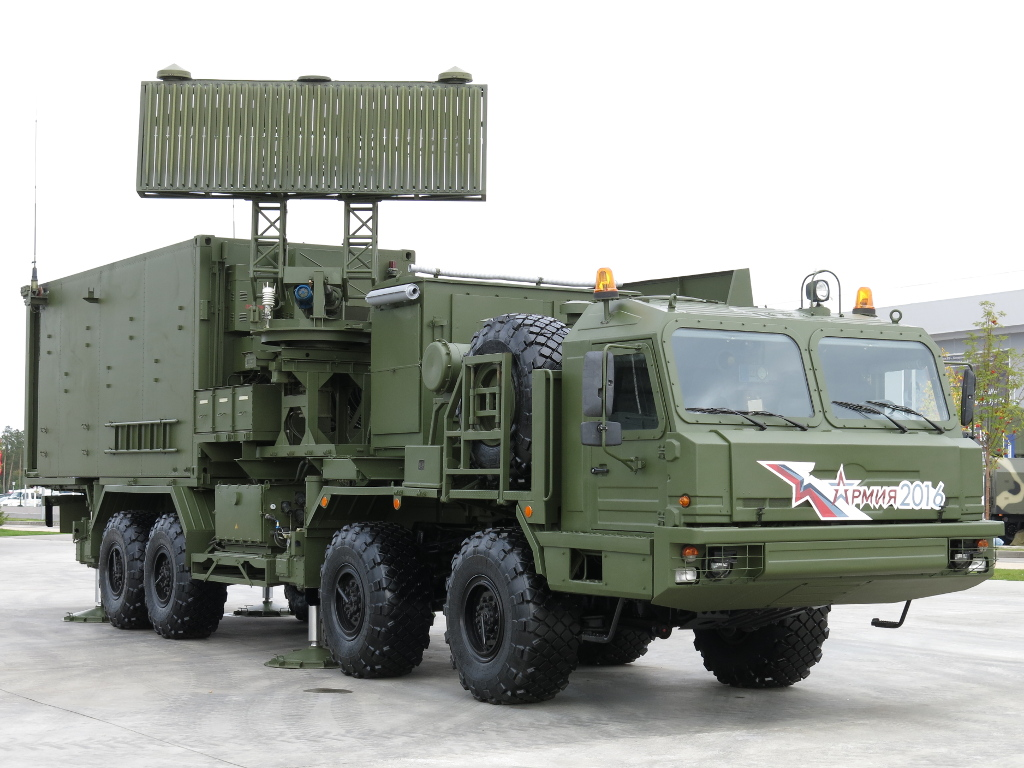
КУ РЛК, командний пункт

## Тактико-технічні характеристики
- Діапазон хвиль: м, см, дм;
- Зона виявлення:
  - за дальністю, км: 600;
  - за кутом місця, градусів: 70;
  - за висотою, км: 600;
- Кількість трас, що супроводжуються: 200;
- Час розгортання, хв: 15;
- Середнє напрацювання на відмову, год: 1000.